# Битва при Долиане
Сражение при Долиане (греч. Μάχη των Δολιανών και Βερβένων) — бои, произошедшие 18 мая 1821 года между греческими повстанцами и османской армией в ходе Греческой войны за независимость. Являлось эпизодом осады города Триполица, Аркадия.

## Ход боёв
Потерпев поражение при Валтеци, турки по-прежнему осознавали, что им каким-то образом следует прорвать кольцо блокады, иначе Триполи обречен. Они приняли решение атаковать самый слабый и самый отдаленный греческий лагерь — Вервена. Перед рассветом 18 мая 6000 турок выступили из Триполи на Вервена. Скрываясь в темноте и утреннем тумане, турки не были замечены греческими постами. В это время из близлежащего села Долиана вышел Никитарас, с приказом от Колокотрониса направиться к городу Нафплион и оказать помощь в его повторной осаде. Увидев турок, Никитарас со своими 300 бойцами вернулся в Долиану и организовал оборону в самой деревне, укрывшись в 13 домах.
Другая турецкая колонна направилась к Вервене. Здесь греками командовал епископ Феодорит Вресфенийский. Турки атаковали Вервену и водрузили знамёна в центре деревни, дабы ослабить психологическое давление на повстанцев, но 2 маниота подобрались и вырезали турецких знаменосцев. Греки перешли в атаку. Уходя из Вервена, турки подошли к Долиане, но здесь их атаковали бойцы Никитараса, который лично зарубил своим ятаганом дюжину турок, получив с этого дня зловещий эпитет Туркофагос (греч. Τουρκοφαγος — Туркоед). Турки оставили на поле боя 300 человек убитыми и, спасаясь бегством, побросали знамёна, оружие, пушки и скрылись за стенами города.

## Результаты
Сражение при Долиане вселило в повстанцев уверенность в то, что Триполи будет взят. Это была последняя большая вылазка османов за стены города и последняя большая победа повстанцев перед взятием города. С этого момента осажденные в Триполи турки перешли к обороне, возложив все свои надежды на Всевышнего.
21 мая Теодорос Колокотронис и Трупакис, с его 250 маниотами, организовывают лагерь в Заракова, в часе хода от Триполи. Их примеру следуют и другие военачальники. 10 тысяч повстанцев блокировали 12 тысяч вооруженных турок и примерно столько же гражданского населения в Триполи.